# رون روبرت تسيلر

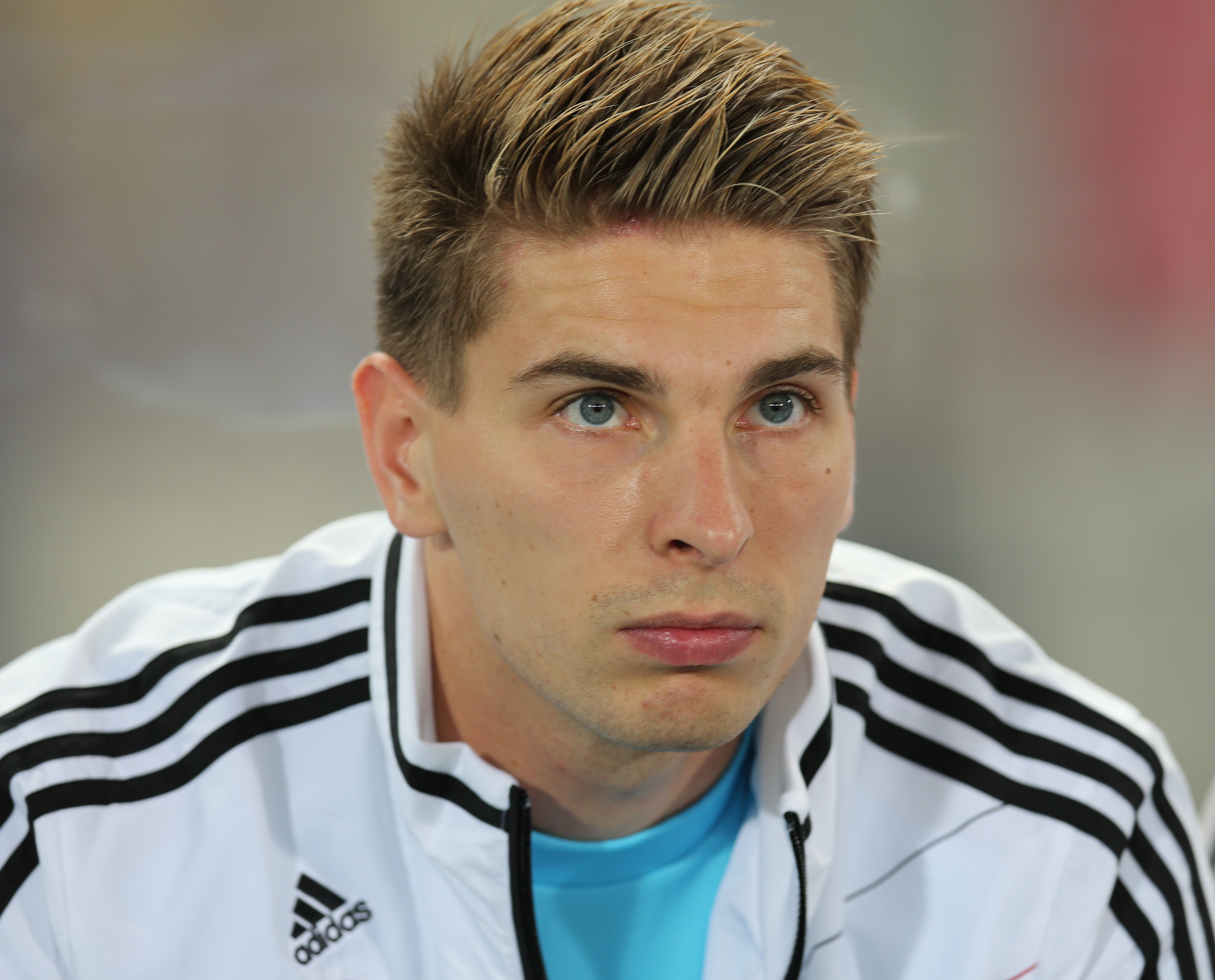
رون روبرت تسيلر

رون روبيرت تسيلر (بالألمانية: Ron-Robert Zieler) (مواليد 12 فبراير 1989 في كولونيا - ألمانيا) لاعب كرة قدم ألماني يلعب حالياً لصالح نادي هانوفر الألماني منذ 2019 في مركز حراسة المرمى وشارك مع منتخب ألمانيا في كأس الأمم الأوروبية لكرة القدم 2012 و‌كأس العالم 2014.

## روابط خارجية
- رون روبرت تسيلر على موقع الاتحاد الدولي (مؤرشف)  (الإنجليزية)
- رون روبرت تسيلر على موقع الاتحاد الأوربي (الإنجليزية)
- رون روبرت تسيلر على موقع قاعدة بيانات كرة القدم.إي يو (الإنجليزية)
- رون روبرت تسيلر على موقع بيانات كرة القدم. دي إي (الألمانية)
- رون روبرت تسيلر على موقع ناشيونال فوتبول تيمز (الإنجليزية)
- رون روبرت تسيلر على موقع Soccerbase.com (لاعب) (الإنجليزية)
- رون روبرت تسيلر على موقع Soccerway.com (الإنجليزية)
- رون روبرت تسيلر على موقع عالم كرة القدم.نت (الإنجليزية)
- رون روبرت تسيلر على موقع كووورة
- رون روبرت تسيلر على موقع AS.com (الإسبانية)